# Казерини, Мария
Мария Казерини урождённая Мария Гаспарини (итал. Maria Caserini; 24 июля 1884, Милан — 15 апреля 1969, там же) — итальянская актриса
 театра и кино, звезда немого кино.

## Биография
С юности начала участвовать в театральных постановках. В кино дебютировала в 1906 году.
Была замужем за режиссёром Марио Казерини, часто снимавшим её в своих фильмах.
С 1910 по 1927 год снялась в 84 фильмах.
После отказа от кинокарьеры, возобновила театральную деятельность.
Похоронена на Главном кладбище Милана.

## Избранная фильмография
- Отелло (1906)
- Romeo e Giulietta (1908)
- Giovanna d'Arco (1908)
- Wanda Soldanieri (1909)
- I tre moschettieri (1909)
- La nuova mammina (1909)
- Beatrice Cenci (1909)
- La campana (1909)
- Macbeth (1909)
- Amleto (1910)
- Agrippina (1910)
- Лукреция Борджиа (1912)